# آرون اوپوکو
آرون اوپوکو (انگلیسی: Aaron Opoku؛ زادهٔ ۲۸ مارس ۱۹۹۹) بازیکن فوتبال اهل آلمان است.
از باشگاه‌هایی که در آن بازی کرده‌است می‌توان به باشگاه فوتبال هامبورگ و باشگاه فوتبال هانزا روستوک اشاره کرد.
وی همچنین در تیم‌های ملی فوتبال جوانان آلمان و زیر ۲۰ سال آلمان بازی کرده‌است.